# 나이리 자랸

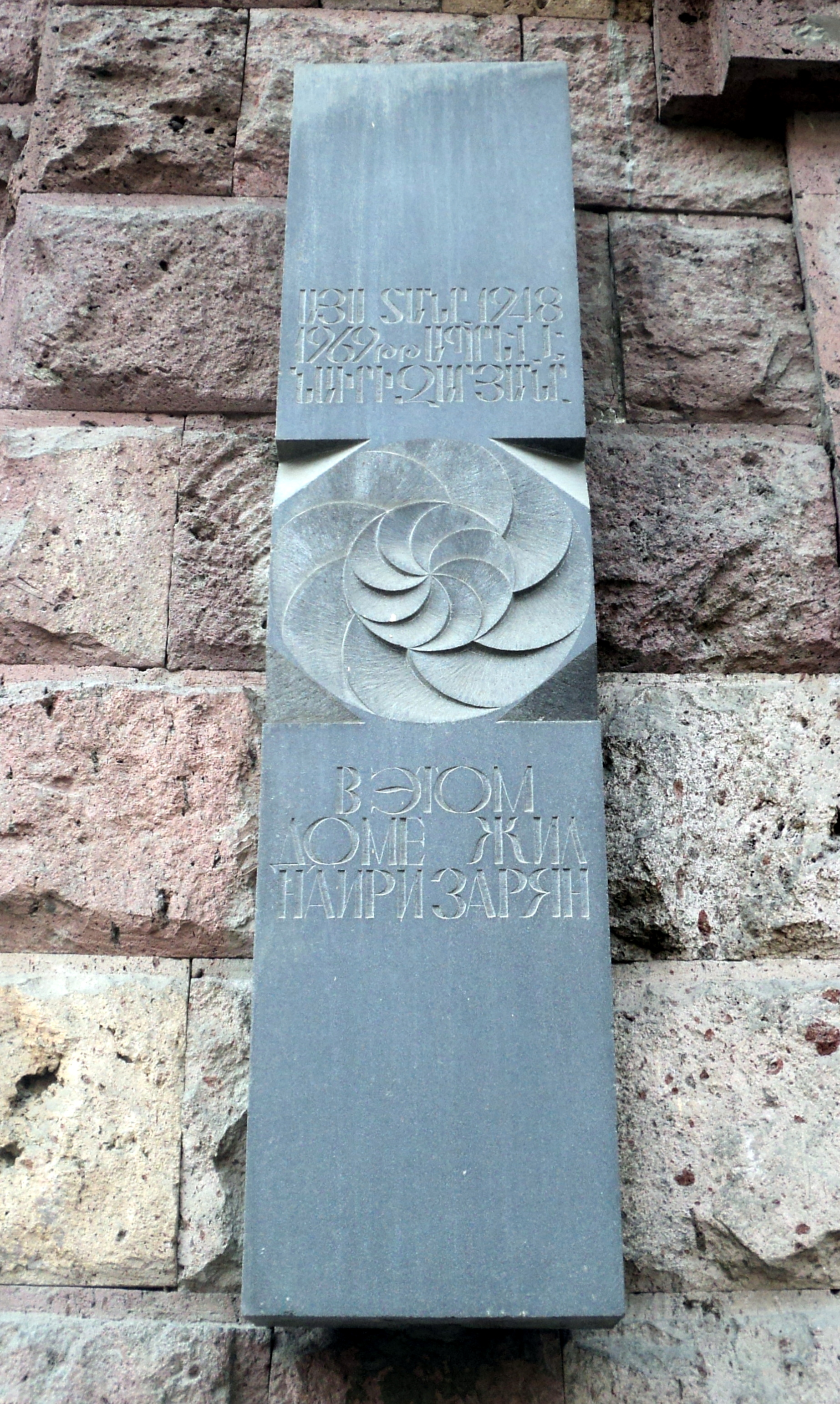
예레반에 건립된 나이리 자랸 기념 명판

나이리 자랸(아르메니아어: Նաիրի Զարյանը, 본명: 하야스탄 예기아자랸(아르메니아어: Հայաստան Եղիազարյան), 1900년 12월 31일 ~ 1969년 7월 11일)은 아르메니아의 시인으로 아르메니아 소비에트 사회주의 공화국 평화 방위 위원회의 위원장을 역임했다.
아르메니아인 집단학살의 생존자이기도 한 그는 1900년 오스만 제국(현재의 터키) 반 근교에서 태어나 1915년에 아르메니아로 이주했다. 자랸은 예레반 국립 대학교를 졸업했으며 1930년에 발표한 시 《루샨의 바위》에서 "아르메니아 마을의 사회주의적인 저항"을 보여주었다.